# Дона Леон
Дона Леон (на английски: Donna Leon) е американска писателка на бестселъри в жанра криминален роман.

## Биография и творчество
Дона Леон е родена на 29 септември 1942 г. в Монтклеър, Ню Джърси, САЩ. Има ирландско-испански корени.
След дипломирането си през 1965 г. заминава заедно с приятеля си в Италия и работи като преподавател по английски език и английска литература в Сиена и Перуджа, като екскурзовод в Рим и като копирайтър в Лондон. След това преподава английски език в американските училища в Цюрих, Швейцария, в Иран (до 1979 г.), в Китай и девет месеца в Саудитска Арабия. При бързото напускане на Иран поради Иранската революция загубва материалите си за защита на докторската си теза на тема за писателката Джейн Остин и не я завършва. В периода 1981 – 1995 г. работи като преподавател по английска литература към Европейския колеж на Университета на Мериленд (UMUC-Europe) в американската военновъздушна база във Виченца. Дълго време живее във Венеция, която става фон за нейното творчество.
Идеята ѝ да пише идва след посещение на опера в театър „Ла Фениче“ във Венеция и разговори и клюки за смъртта на диригента Херберт фон Караян.
Първият ѝ роман „Смърт в „Ла Фениче“ от поредицата „Загадките на комисар Брунети“ е публикуван през 1992 г. В прелестната Венеция неочаквана и загадъчна смърт чрез отравяне с цианкалий застига известния диригент маестро Хелмут Велауер. Да разбули мистерията се заема брилянтния детектив и заместник-комисар в полицията Гуидо Брунети, който трябва да се ориентира в плетеница от поквара и отмъстителност, за да открие истинския мотив на престъплението и неговия извършител. Книгата става бестселър и е удостоена с японската голяма награда за криминален роман „Сънтори“.
Авторката пише по един роман за приключенията на комисар Гуидо Брунети годишно, в които действието се развива във или близо до Венеция. Те съдържат много препратки към и дискусии за викторианската и съвременната британска литература. В периода 2000-2016 г. поредицата е екранизирана в германския телевизионен сериал „Дона Леон“ с участието на Михаел Деген, Карл Фишер и Анет Ренеберг.
За произведенията си е удостоена и с наградите: австрийската „Златна книга“, международната немска награда за криминален роман през 1997 г., „Сребърен кинжал“ на Асоциацията на писателите на криминални романи през 2000 г., баварската Международна литературна награда „Корине“ през 2003 г., наградата „Пепе Карвальо“ на Градския съвет на Барселона пред 2016 г., и др. Обявена е от списание „Таймс“ за един от петдесетте най-велики писатели на криминални романи за всички времена.
Произведенията на писателката често са в списъците на бестселърите на „Шпигел“ и „Ню Йорк таймс“. Те са преведени на 35 езика по света, но не и на италиански, по изричното настояване на авторката, за да може спокойно да живее и твори във Венеция.
Заедно с писателската си кариера пише рецензии за криминална литература и за опера към вестник „Сънди Таймс“. Авторка е на либретото за комична опера и създава своя собствена оперна трупа „Il Complesso Barocco“.
Дона Леон живее със семейството си във Венеция и Цюрих.

## Произведения

### Самостоятелни романи
- The Jewels of Paradise (2012)

### Серия „Загадките на комисар Брунети“ (Guido Brunetti)
1. Death At La Fenice (1992) – награда „Сънтори“
Смърт в „Ла Фениче“: Първият случай на комисаря Брунети, изд.: ИК „Ирис“, София (1997), прев. Андрей Крупев
Смърт в „Ла Фениче“, изд.: ИК „Ентусиаст“, София (2016), прев. Мариана Христова
2. Death in a Strange Country (1993)
3. The Anonymous Venetian (1994) – издаден и като „Dressed for Death“
4. A Venetian Reckoning (1995) – издаден и като „Death And Judgment“
5. Acqua Alta (1996) – издаден и като „Death in High Water“
6. The Death of Faith (1997) – издаден и като „Quietly in Their Sleep“
7. A Noble Radiance (1997)
8. Fatal Remedies (1998)
9. Friends in High Places (1999) - награда „Сребърен кинжал“
10. A Sea of Troubles (2001)
11. Wilful Behaviour (2002)
12. Uniform Justice (2003)
13. Doctored Evidence (2004)
14. Blood from a Stone (2005)
15. Through a Glass Darkly (2006)
16. Suffer the Little Children (2007)
Оставете дечицата, изд.: Унискорп, София (2016), прев. Сашка Георгиева
17. The Girl of His Dreams (2008)
18. About Face (2009)
19. A Question of Belief (2010)
20. Drawing Conclusions (2011)
21. Beastly Things (2012)
22. The Golden Egg (2013)
23. By Its Cover (2014)
24. Falling in Love (2015)
25. The Waters of Eternal Youth (2016)
26. Earthly Remains (2017)

- Brunetti's Cookbook (2010)

### Документалистика
- A Taste of Venice (2010) – с Робеберта Пианаро
- Handel's Bestiary (2011)
- Venetian Curiosities (2012)
- My Venice and Other Essays (2012)
- Gondola (2014)

### Екранизации
- 2000 – 2016 Donna Leon – ТВ сериал, 17 епизода по поредицата, продуцент